# Matt Siber
Matt Siber (* 1972 in Chicago, Illinois) ist ein US-amerikanischer Fotograf, der in seinen Bildern die Faszination des Konsums thematisiert. Zusammen mit seinen Studienkollegen, Brian Ulrich und Jon Gitelson, arbeitet er in einer losen Künstlergruppe namens „Chicagraphy“. Wie auch seine Kollegen bezieht Siber Neue Medien wie das Web und den Blog stark in seine Arbeit ein. 

## Leben
Matt Siber wurde 1972 in Chicago geboren, wuchs aber in Brookline, einem Vorort von Boston auf. Er studierte Geschichte und Geographie an der University of Vermont, wo 1994 mit einem Bachelor sein Studium abschloss. 2003 erhielt er den Abschluss Master of Fine Arts in Fotografie am Columbia College Chicago. Er arbeitete zunächst als freiberuflicher Fotograf u. a. für die St. Lawrence Universität (Bundesstaat New York), die Heilsarmee und das Magazin „Hooked on the Outdoors“. 
In seiner Serie floating logos präsentiert er Unternehmenslogos wie himmlische Wesen. Losgelöst von der Erde, schweben die Logos im Himmel. Die Ansicht von unten reflektiert darüber hinaus die herrschende Präsenz mancher Unternehmen in der heutigen Zeit; Logos scheinen unbewusst in unserer Wahrnehmung hinein zu schweben.
In der Serie Untitled Project fotografiert Siber alltägliche Szenen in der Stadt, wobei er alle Textelemente aus den ausgewählten Bildausschnitten entfernt. 
Ausgestellt werden Sibers Bilder in den USA und in Europa, dort hauptsächlich in Spanien. Vertreten werden seine Arbeiten zum Beispiel von The Art Institute of Chicago, dem Museum of Contemporary Photography in Chicago oder in San Sebastián in Spanien. Seine Bilder wurden unter anderem in Magazinen wie dem ArtForum, Flash Art, Aperture und dem EXIT Magazine veröffentlicht. Matt Siber unterrichtet „Digital Imaging“ am Columbia College Chicago.

## Ausstellungen
- 20.02. – 17.04.2004 Gemeinschaftsausstellung Conversations: Text and Image im Museum of Contemporary Photography, Chicago
- 16.09. – 10.11.2004 Gemeinschaftsausstellung Giganticism im GAS Gigantic Artspace, New York
- 11.05. – 15.05.2005 Gemeinschaftsausstellung 4. International Festival of Photography :: Fotofestiwal 2005 in Lodz
- 28.04. – 27.05.2006 Einzelausstellung The Untitled Project (Europe) / Mr & Mrs Smith Go to Paris in der Peter Miller Gallery, Chicago
- 07.06. – 15.07.2006 Einzelausstellung PHotoEspaña 2006 in der La Fábrica Galería, Madrid
- 14.09. – 03.11.2007 Gemeinschaftsausstellung CHICAGRAPHY in der Galerie f 5,6, München
- 9.11.2007 – 27.01.2008 Gemeinschaftsausstellung AD I AGENCY im Photographic Resource Center, Boston
- 16.09. – 18.10.2008 Gemeinschaftsausstellung BACKLIGHT 08 – TICKLE ATTACK in der FSMGallery Fondazione Studio Marangoni, Florenz
- 16.10.2008 – 17.01.2009 Einzelausstellung Logos & Untitled in der billirubin gallery, Berlin
- 24.01. – 30.03.2009 Gemeinschaftsausstellung Site Seeing: Explorations of Landscape im Center for Photography at Woodstock